# Xpdf
Xpdf — свободная программа для просмотра PDF для X Window System и Motif.
Xpdf может быть запущен на многих Unix-подобных системах. Xpdf может декодировать LZW и читать зашифрованные PDF файлы. Официальная версия имеет ограничения для DRM для PDF файлов, которое может помешать копированию, печати или преобразования PDF файлов. Однако существуют сторонние патчи для обхода данных ограничений.
Xpdf включает в себя несколько программ, для работы которых не требуется X Window System, в том числе программы, позволяющие извлекать изображения из файлов PDF или конвертировать PDF в PostScript или текст.
Xpdf использовался в качестве бэкэнда в KPDF и GPDF, а также используется в BePDF на BeOS, !PDF на RISCOS и PalmPDF. Для работы xpdf в AmigaOS требуется наличие в системе Cygnix (ограниченная версия X11).